# Eslava
Eslava è un comune spagnolo di 163 abitanti situato nella comunità autonoma della Navarra.